# Massimo Paolucci
Pour les articles homonymes, voir Paolucci.
Massimo Paolucci, né le 13 décembre 1959 à Naples, est un homme politique italien membre du parti Articolo Uno (« Article 1er »).

## Biographie
Aux élections législatives de 2013, il est élu député de la 17e législature dans la circonscription Campanie.
Il est élu député européen d'Italie de la 8e législature le 25 mai 2014. Il devient alors membre de la Commission de l'environnement, de la santé publique et de la sécurité alimentaire.